# Asphondylia foliata
Asphondylia foliata är en tvåvingeart som beskrevs av Gagne 1986. Asphondylia foliata ingår i släktet Asphondylia och familjen gallmyggor. Inga underarter finns listade i Catalogue of Life.